# الکسیس ولیلا
الکسیس ولیلا (انگلیسی: Alexis Velela؛ زادهٔ ۱۷ آوریل ۱۹۹۸) بازیکن فوتبال اهل ایالات متحده آمریکا است.
وی همچنین در تیم ملی فوتبال United States U18 بازی کرده‌است.